# Comuna Costișa, Neamț
Costișa este o comună în județul Neamț, Moldova, România, formată din satele Costișa (reședința), Dornești, Frunzeni și Mănoaia.

## Așezare
Comuna se află în extremitatea sudică a județului, la limita cu județul Bacău, pe malul stâng al Bistriței. Este străbătută de șoseaua națională DN15, care leagă Piatra Neamț de Bacău. Din acest drum, la Costișa se ramifică șoseaua județeană DJ159C, care duce spre est la Cândești. Prin comună trece și calea ferată Bacău-Bicaz, pe care este deservită de halta de mișcare Costișa.

## Demografie
Componența etnică a comunei Costișa
     Români (87,77%)
     Alte etnii (0%)
     Necunoscută (12,23%)
Componența confesională a comunei Costișa
     Ortodocși (86,93%)
     Alte religii (0,44%)
     Necunoscută (12,63%)
Conform recensământului efectuat în 2021, populația comunei Costișa se ridică la 2.747 de locuitori, în scădere față de recensământul anterior din 2011, când fuseseră înregistrați 2.883 de locuitori. Majoritatea locuitorilor sunt români (87,77%), iar pentru 12,23% nu se cunoaște apartenența etnică. Din punct de vedere confesional, majoritatea locuitorilor sunt ortodocși (86,93%), iar pentru 12,63% nu se cunoaște apartenența confesională.

## Politică și administrație
Comuna Costișa este administrată de un primar și un consiliu local compus din 13 consilieri. Primarul, Dumitru-Dorel Berbecariu[*], de la Partidul Social Democrat, este în funcție din octombrie 2020. Începând cu alegerile locale din 2024, consiliul local are următoarea componență pe partide politice:
|  | Partid                          | Consilieri | Componența Consiliului | Componența Consiliului | Componența Consiliului | Componența Consiliului | Componența Consiliului | Componența Consiliului | Componența Consiliului | Componența Consiliului |
|  | ------------------------------- | ---------- | ---------------------- | ---------------------- | ---------------------- | ---------------------- | ---------------------- | ---------------------- | ---------------------- | ---------------------- |
|  | Partidul Social Democrat        | 8          |                        |                        |                        |                        |                        |                        |                        |                        |
|  | Alianța pentru Unirea Românilor | 3          |                        |                        |                        |                        |                        |                        |                        |                        |
|  | Partidul Național Liberal       | 2          |                        |                        |                        |                        |                        |                        |                        |                        |

## Istorie
La sfârșitul secolului al XIX-lea, comuna făcea parte din plasa Bistrița a județului Neamț și era formată din satele Costișa, Ciolpanu, Mocani, Orbicu, Sbereștii de Jos, Sbereștii de Sus și Mânoaia, având în total 1737 de locuitori. În comună existau opt mori de apă, două pive pentru sumane, trei biserici și o școală. Anuarul Socec din 1925 o consemnează în aceeași plasă, având 2850 de locuitori în satele Costișa, Mănioaia, Orbicu și Sberești și în cătunele Ciolpanu și Mocani. În 1931, comuna mai avea în compunere satele Costișa, Dornești (preluat de la comuna vecină Podoleni), Mănioaia și Șerbești, satul Orbic trecând la orașul Buhuși.
În 1950, comuna a fost transferată raionului Buhuși, și apoi (după 1964) raionului Bacău din regiunea Bacău. În 1968, ea a revenit la județul Neamț, reînființat; tot atunci, satul Zberești a fost desființat și comasat cu satul Costișa.

## Monumente istorice

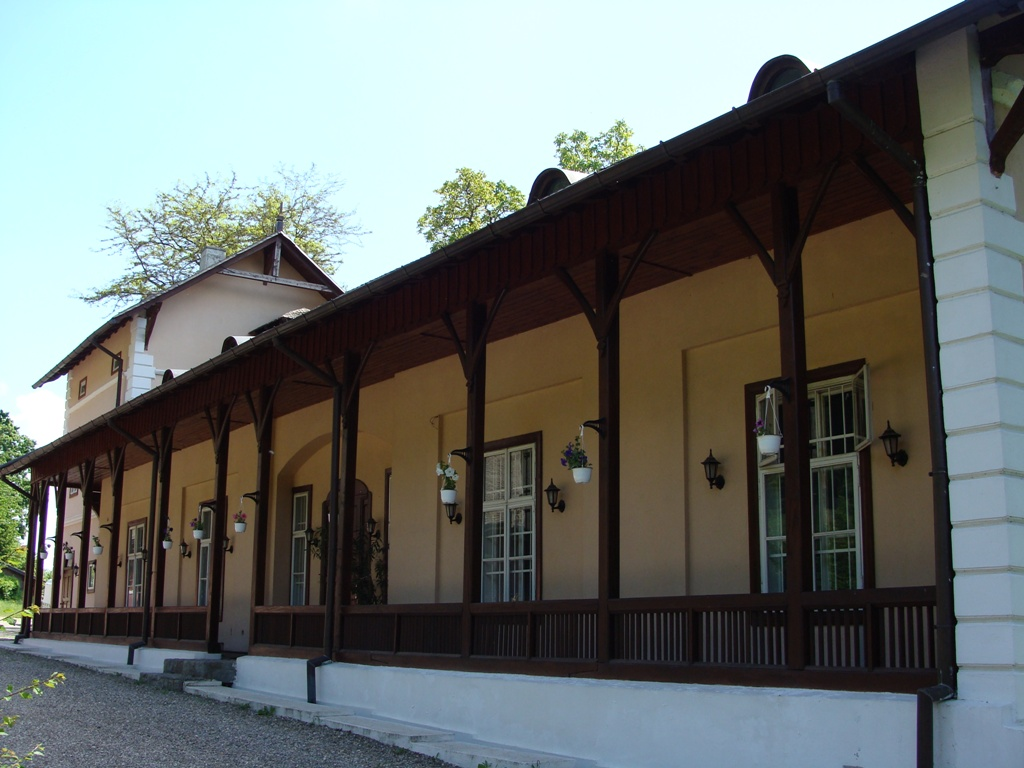
Conacul Cantacuzino-Pașcanu, monument istoric de interes local din comuna Costișa

Trei obiective din comuna Costișa sunt incluse în lista monumentelor istorice din județul Neamț ca monumente de interes local. Două dintre ele sunt situri arheologice: situl de pe dealul Cetățuia (la 2 km de Dealul Stanciului) din satul Costișa, sit ce cuprinde o așezare neolitică și o așezare fortificată din Epoca Bronzului; și situl de la Mănoaia, ce cuprinde urmele unor așezări din secolele al IV-lea–al VI-lea, respectiv al X-lea–al XI-lea. Celălalt monument, clasificat ca monument de arhitectură, este ansamblul conacului Cantacuzino-Pașcanu (secolele al XIX-lea–al XX-lea) din satul Costișa, ansamblu ce cuprinde conacul propriu-zis și parcul cu lacuri.